# Ophiomyia texella
Ophiomyia texella este o specie de muște din genul Ophiomyia, familia Agromyzidae, descrisă de Spencer în anul 1986.
Este endemică în Texas. Conform Catalogue of Life specia Ophiomyia texella nu are subspecii cunoscute.